# Opius fulgoricolor
Opius fulgoricolor är en stekelart som beskrevs av Fischer 1979. Opius fulgoricolor ingår i släktet Opius och familjen bracksteklar. Inga underarter finns listade i Catalogue of Life.